# Top Model po-russki (mùa 4)
Top Model po-russki, Mùa 4 là mùa thứ tư của Top Model po-russki dựa theo America's Next Top Model của Tyra Banks. Chương trình được phát sóng trên You-tv từ tháng 9 đến tháng 12 năm 2012 và các thí sinh của mùa giải này đã sinh sống và thi đấu tại Paris là nơi được đặt cho cuộc thi. 
Mùa giải này có dàn giám khảo được thay đổi hoàn toàn: Kseniya Sobchak đã được thay thế bởi siêu mẫu Irina Shayk là host, với ban giám khảo mới là J. Alexander, Tess Feuilhade và Vincent McDoom.
Người chiến thắng trong cuộc thi là Yulya Farkhutdinova, 21 tuổi từ Lensk. Gói giải thưởng cho cô bao gồm: 1 hợp đồng người mẫu với Women Management ờ Paris, một chuyến đi đến Slovenia được tài trợ bởi Orsoten Slim và lên ảnh bìa tạp chí Cosmopolitan Beauty & trang biên tập cho tạp chí Cosmopolitan.

## Các thí sinh
(Tính tuổi lúc tham gia ghi hình)
| Thí sinh            | Tuổi | Chiều cao               | Quê quán          | Bị loại ở | Hạng  |
| ------------------- | ---- | ----------------------- | ----------------- | --------- | ----- |
| Anzhela Igoshina    | 20   | 177 cm (5 ft 9+1⁄2 in)  | Kirov             | Tập 1     | 15–14 |
| Natasha Petrova     | 19   | 172 cm (5 ft 7+1⁄2 in)  | Kaliningrad       | Tập 1     | 15–14 |
| Anya Galyatskaya    | 21   | 176 cm (5 ft 9+1⁄2 in)  | Saint Petersburg  | Tập 2     | 13    |
| Lera Sokolova       | 18   | 175 cm (5 ft 9 in)      | Stavropol         | Tập 3     | 12    |
| Ulyana Makarova     | 19   | 176 cm (5 ft 9+1⁄2 in)  | Oryol             | Tập 4     | 11    |
| Alisa Yelizarova    | 22   | 171 cm (5 ft 7+1⁄2 in)  | Saratov           | Tập 5     | 10    |
| Dasha Minisheva     | 23   | 175 cm (5 ft 9 in)      | Ufa               | Tập 7     | 9     |
| Veronika Istomina   | 18   | 177 cm (5 ft 9+1⁄2 in)  | Chelyabinsk       | Tập 8     | 8     |
| Anya Sokolova       | 20   | 172 cm (5 ft 7+1⁄2 in)  | Moskva            | Tập 9     | 7     |
| Anya Korotkikh      | 23   | 173 cm (5 ft 8 in)      | Yakutsk           | Tập 9     | 6     |
| Nastya Krapivina    | 21   | 182 cm (5 ft 11+1⁄2 in) | Yekaterinburg     | Tập 10    | 5     |
| Alyona Moskalik     | 24   | 179 cm (5 ft 10+1⁄2 in) | Yuzhno-Sakhalinsk | Tập 11    | 4     |
| Valya Grigoryeva    | 22   | 176 cm (5 ft 9+1⁄2 in)  | Murmansk          | Tập 12    | 3     |
| Katya Grigoryeva    | 23   | 180 cm (5 ft 11 in)     | Murmansk          | Tập 12    | 2     |
| Yulya Farkhutdinova | 21   | 179 cm (5 ft 10+1⁄2 in) | Lensk             | Tập 12    | 1     |

## Các tập

### Tập 1
Khởi chiếu: 16 tháng 9 năm 2012
15 cô gái mới đã được đưa tới Paris và ngay khi tới nơi, họ được gặp cố vấn Alexei Moskalenko trên xe buýt. Sau đó, họ đã phải ngay lập tức thay đồ trên xe buýt trước khi gặp tổng biên tập của tạp chí Cosmopolitan, Alya Badanina, và để chuẩn bị cho một buổi giới thiệu trước mặt 2 giám khảo là Tess Feuilhade và Vincent McDoom trên cầu Léopold-Sédar-Senghor. Các cô gái sau đó đã được trải nghiệm cảm giác của người mẫu ở Paris khi họ được di chuyển tới một khách sạn kém chất lượng.
Ngày hôm sau, trong khi các cô gái đang có bữa sáng thì Alexei đã yêu cầu họ hãy viết tin nhắn gửi cho người thân họ, trước khi họ đã có buổi chụp hình đầu tiên tạo dáng trước ánh nhìn của Paris để in lên tấm bưu thiếp cho người thân của họ. Ngày tiếp theo, trong khi các cô gái đang có một buổi dạo phố thì ban giám khảo xem lại những tấm ảnh của các cô gái đã chụp. Kết quả là vào ngày hôm sau, Alexei đã khẽ đánh thức 13 cô gái được an toàn rời khỏi khách sạn, chỉ còn lại Anzhela và Natasha ở trong khách sạn, đồng nghĩa với việc là họ sẽ là 2 thí sinh đầu tiên bị loại.
- Nhiếp ảnh gia: Lionel Gasperini
- Khách mời đặc biệt: Alya Badanina

### Tập 2
Khởi chiếu: 23 tháng 9 năm 2012
13 cô gái còn lại đã được di chuyển đến ngôi nhà chung của họ và khi vào bên trong, Alexei công bố cho các cô gái là Valya là người có tấm ảnh đẹp nhất từ buổi chụp hình lần trước. Ngày hôm sau, Alexei đã chụp các cô gái trong vẻ đẹp tự nhiên trước khi họ được nhận một món quà từ Oral-B. Ngày tiếp theo, họ đã có một buổi tập thể dục ngoài trời với Alexei. Sau đó, J. Alexander đến gặp các cô gái và họ đã có một buổi huấn luyện catwalk.
Ngày hôm sau, họ đã được gặp Irina lần đầu tiên, trước khi có buổi chụp hình tiếp theo cho xe đạp Vélib', khi họ sẽ phải hóa thân thành một cô gái người Pháp sang trọng cùng với xe đạp. Ngày kế tiếp, họ được nhận một món quà từ Camay và đã có một ngày dạo phố cùng với Alexei. Vào buổi đánh giá ngày hôm sau với sự xuất hiện của giám khảo khách mời là Lucian Bor, Anya K. là người được gọi tên đầu tiên còn Anya G. là thí sinh tiếp theo bị loại.
- Nhiếp ảnh gia: Lucian Bor

### Tập 3
Khởi chiếu: 29 tháng 9 năm 2012
Vincent đã đến ngôi nhà chung để gặp 12 cô gái còn lại cho một buổi nói chuyện cá nhân. Sau đó, Vicent đã kiểm tra phong cách cá nhân của họ khi các cô gái phải mở tủ đồ lẫn nhau để mặc một bộ đồ nói lên phong cách của họ, và kết quả là Valya là người làm tốt nhất trong tất cả. Các cô gái sau đó đã có một bữa tiệc ngoài trời tại ngôi nhà chung. 
Ngày hôm sau, họ đã có buổi chụp hình tiếp theo cho giày Centro, trong khi họ sẽ tạo dáng theo cặp và họ sẽ hóa thành tính cách đối lập nhau. Vào buổi đánh giá ngày tiếp theo với sự xuất hiện của giám khảo khách mời là Riccardo Tinelli, Yulya là người được gọi tên đầu tiên còn Lera là thí sinh tiếp theo bị loại.
- Nhiếp ảnh gia: Riccardo Tinelli

### Tập 4
Khởi chiếu: 6 tháng 10 năm 2012
11 cô gái còn lại đã bị đánh thức dậy sớm và được ngay lập tức đưa tới tiệm salon để nhận diện mạo mới của mình. Ngày hôm sau, họ đã có buổi chụp hình tiếp theo khi lần này họ sẽ tạo dáng khỏa thân cùng với người mẫu nam. Sau đó, họ đã có một buổi tối giải trí trong hộp đêm. Vào buổi đánh giá ngày tiếp theo, Anya K. được gọi tên đầu tiên còn Ulyana là thí sinh tiếp theo bị loại.
- Nhiếp ảnh gia: Tess Feuilhade
- Khách mời đặc biệt: Ruslan Kotik

### Tập 5
Khởi chiếu: 13 tháng 10 năm 2012
10 cô gái còn lại được đưa tới Deauville và ngay sau đó đã có bữa trưa tại một nhà hàng hải sản. Họ được gặp J. Alexander ngay sau đó trước khi được ra bãi biển và đã có thử thách trình diễn thời trang trong đồ bơi. Các cô gái sau đó đã được vinh dự khi họ được xuất hiện trên thảm đỏ tại sự kiện Liên hoan phim Mỹ ở Deauville năm 2012, trước khi họ quay về Paris.
Ngày hôm sau, họ đã có thử thách chụp hình trong buồng chụp ảnh cùng với một người qua đường là nam mà họ phải truy tìm trên đường phố, Alyona và Nastya chiến thắng thử thách và họ chọn Alisa để nhận thưởng là một chuyến du ngoạn trên sông Seine. Sau đó, họ đã có một buổi quay video chuyển động dưới bài hát của chương trình do Ivan Dorn hát, lần này họ sẽ mặc trên người một chiếc váy dạ hội đỏ và đang dạo bước trên phố. Vào buổi đánh giá ngày tiếp theo, J. Alexander công bố kết quả là là Alyona và Valya là 2 người làm tốt nhất trong thử thách catwalk hôm trước. Kết quả cuối cùng là Valya là người có màn thể hiện tốt nhất còn Alisa là thí sinh tiếp theo bị loại.

### Tập 6
Khởi chiếu: 20 tháng 10 năm 2012
9 cô gái còn lại đã có một buổi casting tại quản lí người mẫu Women Management, sau khi có một buổi nói chuyện với người mẫu Vlada Roslyakova. Ngày hôm sau, Irina đến gặp các cô gái cho một buổi nói chuyện tại ngôi nhà chụng.
Ngày tiếp theo, họ được đưa tới khách sạn Raphael cho buổi chụp hình tiếp theo cho thực phẩm ăn kiêng Orsoten Slim, khi họ sẽ hóa thân thành nữ công tước của thời Rococo được 2 người giúp việc thay đồ. Vào buổi đánh giá ngày hôm sau với sự xuất hiện của giám khảo khách mời là Tommaso Cardile, Anya S. là người được gọi tên đầu tiên còn Anya K. và Veronika rơi vào cuối bảng, nhưng sau đó thì Irina thông báo rằng là cả hai đều được ở lại cuộc thi.
- Nhiếp ảnh gia: Tommaso Cardile
- Khách mời đặc biệt: Vlada Roslyakova, Dejan Markovich

### Tập 7
Khởi chiếu: 27 tháng 10 năm 2012
9 cô gái còn lại được đưa tới rạp hát Moulin Rouge cho một buổi học nhảy điệu cabaret từ vũ công Janet Pharaoh, trước khi quay về ngôi nhà chung để chuẩn bị cho một buổi tối được xem buổi biểu diễn của các vũ công tại rạp hát. Ngày hôm sau, họ được đưa tới một bể bơi cho buổi chụp hình tiếp theo cho dao cạo Venus Gillette, khi họ sẽ tạo dáng trong áo tắm ở hồ bơi.
Ngày tiếp theo, Tess đã đến gặp các cô gái tại ngôi nhà chung và họ đã có một buổi chụp ảnh thẻ. Vào buổi đánh giá ngày tiếp theo với sự xuất hiện của giám khảo khách mời là Janet Pharaoh, các thí sinh đã có một buổi trình diễn thời trang trong áo tắm theo phong cách Moulin Rouge. Kết quả cuối cùng là Nastya là người được gọi tên đầu tiên còn Dasha là thí sinh tiếp theo bị loại.
- Nhiếp ảnh gia: Andreas Ortner
- Khách mời đặc biệt: Janet Pharaoh

### Tập 8
Khởi chiếu: 3 tháng 11 năm 2012
8 cô gái còn lại đã có một buổi luyện tập thể lực buổi sáng. Sau đó, họ đã có một chuyến tham quan trên đỉnh tháp Eiffel và đã có một buổi nói chuyện với người mẫu Elena Kuletskaya. Ngày hôm sau, họ đã có buổi chụp hình tiếp theo cho sản phẩm của Camay, trong khi họ tạo dáng trước những địa danh nổi tiếng của Paris. Sau đó, họ đã có một buổi thử đồ của nhà thiết kế Franck Sorbier.
Vào buổi đánh giá ngày tiếp theo với sự xuất hiện của giám khảo khách mời là Franck Sorbier, các thí sinh đã có một buổi trình diễn thời trang cho nhà thiết kế Franck Sorbier. Kết quả cuối cùng là Katya là người được gọi tên đầu tiên còn Veronika là thí sinh tiếp theo bị loại.
- Nhiếp ảnh gia: Raphael Delorme, Thierno Sy
- Khách mời đặc biệt: Elena Kuletskaya, Franck Sorbier

### Tập 9
Khởi chiếu: 10 tháng 11 năm 2012
7 cô gái còn lại được gặp Irina cho thử thách chụp hình trên đường phố Paris, trong khi họ sẽ được bắt cặp và phải tạo dáng trong áo tắm trên đường phố đông người. Sau đó, họ được biết rằng sẽ có buổi loại trừ ngay bây giờ và với phần thể hiện tệ nhất trong thử thách, Anya S. đã trở thành thí sinh tiếp theo bị loại. Quay về ngôi nhà chung, Nastya đã thu dọn hành lí và muốn dừng cuộc thi ngay bây giờ, nhưng sau một buổi nói chuyện với Alexei thì cô quyết định sẽ tiếp tục ở lại cuộc thi.
Ngày hôm sau, Alexei đã tặng cho Alyona và Katya một bó hoa hồng cho ngày sinh nhật của mình. Sau đó, 6 cô gái còn lại đã có buổi chụp hình chân dung cười tươi cho kem đánh răng Blend-A-Med. Ngày tiếp theo, họ đã có một ngày giải trí tại công viên Disneyland Paris cùng với tổng biên tập của tạp chí Cosmopolitan, Alya Badanina. Vào buổi đánh giá với sự xuất hiện của giám khảo khách mời là Alya Badanina, Valya là người được gọi tên đầu tiên còn Anya K. là thí sinh tiếp theo bị loại.
- Nhiếp ảnh gia: Jeffrey Galvezo Sales
- Khách mời đặc biệt: Alya Badanina

### Tập 10
Khởi chiếu: 17 tháng 11 năm 2012
5 cô gái còn lại được đưa tới một bệnh viện tâm thần bị bỏ hoang cho buổi chụp hình tiếp theo của mình, lần này họ sẽ tạo dáng bên cạnh một chiếc lồng chim khổng lồ cùng với con kền kền. Quay về ngôi nhà chung, họ đã nghe thấy tiếng nhạc phát ra từ bên trong nhà và biết được đó là ca sĩ Ivan Dorn tới gặp họ. 
Ngày hôm sau, họ đã có một buổi tập thể dục vào buổi sáng. Sau đó, họ đã có một buổi tham quan những địa danh nổi tiếng ở Paris trước khi có một buổi tối giải trí cùng với Alexei. Vào buổi đánh giá ngày tiếp theo, Yulya là người được gọi tên đầu tiên còn Nastya là thí sinh tiếp theo bị loại.
- Nhiếp ảnh gia: Tess Feuilhade
- Khách mời đặc biệt: Ivan Dorn

### Tập 11
Khởi chiếu: 24 tháng 11 năm 2012
4 cô gái còn lại nhận được bản đồ từ Irina cho thử thách liên hoàn, khi họ sẽ có một buổi casting với giám đốc casting Elena Isakova và nhiếp ảnh gia Alexandra Utzmann, đồng thời họ còn phải chụp ảnh thẻ tạo dáng tại trụ sở chính của Chanel và Dior.
Ngày hôm sau, họ đã có buổi chụp hình tiếp theo cho ảnh bìa quảng cáo của Wella. Ngày tiếp theo, họ đã có một cuộc gặp gỡ với Irina và Ali Kavoussi từ quản lí người mẫu Woman Management. Vào buổi đánh giá với sự xuất hiện của giám khảo khách mời là Ali Kavoussi và Sasha Breuer, Yulya là người được gọi tên đầu tiên còn Alyona là thí sinh tiếp theo bị loại.
- Nhiếp ảnh gia: Andreas Ortner
- Khách mời đặc biệt: Elena Isakova, Alexandra Utzmann, Sasha Breuer, Ali Kavoussi

### Tập 12
Khởi chiếu: 1 tháng 12 năm 2012
3 cô gái còn lại được đưa tới lâu đài Château de Chantilly cho buổi chụp hình cuối cùng hóa thân thành những cô gái phụ tá của James Bond. Sau khi buổi chụp hình kết thúc, Irina đã tới gặp các cô gái bằng trực thăng để cùng với Tess đánh giá tấm ảnh của họ trong buổi chụp hình, và kết quả là Valya trở thành thí sinh cuối cùng bị loại.
Ngày hôm sau, Katya & Yulya đã có một buổi thử đồ nhà thiết kế Fátima Lopes, trước khi có một bữa tối cùng với Alexei. Ngày tiếp theo, họ đã có buổi trình diễn thời trang cuối cùng cho nhà thiết kế Fátima Lopes tại Paris Fashion Week. Vào buổi đánh giá cuối cùng với sự xuất hiện của giám khảo khách mời là Ali Kavoussi, Yulya đã trở thành quán quân thứ tư của Top Model po-russki.
- Nhiếp ảnh gia: Tess Feuilhade
- Khách mời đặc biệt: Fátima Lopes, Ali Kavoussi

## Kết quả
| 1  | Valya                                                                              | Anya K.  | Yulya    | Dasha    | Valya    | Anya S.          | Nastya   | Katya    | Valya   | Yulya  | Yulya  | Katya | Yulya |  |  |  |  |  |  |  |  |  |  |  |  |  |  |
| 2  | Alisa Alyona Anya G. Anya K. Anya S. Dasha Katya Lera Nastya Ulyana Veronika Yulya | Katya    | Anya K.  | Anya S.  | Alyona   | Yulya            | Katya    | Yulya    | Katya   | Alyona | Katya  | Yulya | Katya |  |  |  |  |  |  |  |  |  |  |  |  |  |  |
| 3  | Alisa Alyona Anya G. Anya K. Anya S. Dasha Katya Lera Nastya Ulyana Veronika Yulya | Yulya    | Katya    | Alyona   | Yulya    | Valya            | Anya K.  | Valya    | Alyona  | Valya  | Valya  | Valya |       |  |  |  |  |  |  |  |  |  |  |  |  |  |  |
| 4  | Alisa Alyona Anya G. Anya K. Anya S. Dasha Katya Lera Nastya Ulyana Veronika Yulya | Nastya   | Valya    | Nastya   | Nastya   | Nastya           | Valya    | Anya S.  | Yulya   | Katya  | Alyona |       |       |  |  |  |  |  |  |  |  |  |  |  |  |  |  |
| 5  | Alisa Alyona Anya G. Anya K. Anya S. Dasha Katya Lera Nastya Ulyana Veronika Yulya | Valya    | Alyona   | Yulya    | Katya    | Katya            | Alyona   | Anya K.  | Nastya  | Nastya |        |       |       |  |  |  |  |  |  |  |  |  |  |  |  |  |  |
| 6  | Alisa Alyona Anya G. Anya K. Anya S. Dasha Katya Lera Nastya Ulyana Veronika Yulya | Ulyana   | Dasha    | Alisa    | Anya S.  | Alyona           | Veronika | Alyona   | Anya K. |        |        |       |       |  |  |  |  |  |  |  |  |  |  |  |  |  |  |
| 7  | Alisa Alyona Anya G. Anya K. Anya S. Dasha Katya Lera Nastya Ulyana Veronika Yulya | Veronika | Nastya   | Katya    | Dasha    | Dasha            | Yulya    | Nastya   | Anya S. |        |        |       |       |  |  |  |  |  |  |  |  |  |  |  |  |  |  |
| 8  | Alisa Alyona Anya G. Anya K. Anya S. Dasha Katya Lera Nastya Ulyana Veronika Yulya | Alisa    | Veronika | Valya    | Veronika | Anya K. Veronika | Anya S.  | Veronika |         |        |        |       |       |  |  |  |  |  |  |  |  |  |  |  |  |  |  |
| 9  | Alisa Alyona Anya G. Anya K. Anya S. Dasha Katya Lera Nastya Ulyana Veronika Yulya | Dasha    | Anya S.  | Anya K.  | Anya K.  | Anya K. Veronika | Dasha    |          |         |        |        |       |       |  |  |  |  |  |  |  |  |  |  |  |  |  |  |
| 10 | Alisa Alyona Anya G. Anya K. Anya S. Dasha Katya Lera Nastya Ulyana Veronika Yulya | Anya S.  | Ulyana   | Veronika | Alisa    |                  |          |          |         |        |        |       |       |  |  |  |  |  |  |  |  |  |  |  |  |  |  |
| 11 | Alisa Alyona Anya G. Anya K. Anya S. Dasha Katya Lera Nastya Ulyana Veronika Yulya | Alyona   | Alisa    | Ulyana   |          |                  |          |          |         |        |        |       |       |  |  |  |  |  |  |  |  |  |  |  |  |  |  |
| 12 | Alisa Alyona Anya G. Anya K. Anya S. Dasha Katya Lera Nastya Ulyana Veronika Yulya | Lera     | Lera     |          |          |                  |          |          |         |        |        |       |       |  |  |  |  |  |  |  |  |  |  |  |  |  |  |
| 13 | Alisa Alyona Anya G. Anya K. Anya S. Dasha Katya Lera Nastya Ulyana Veronika Yulya | Anya G.  |          |          |          |                  |          |          |         |        |        |       |       |  |  |  |  |  |  |  |  |  |  |  |  |  |  |
| 14 | Anzhela Natasha                                                                    |          |          |          |          |                  |          |          |         |        |        |       |       |  |  |  |  |  |  |  |  |  |  |  |  |  |  |
| 15 | Anzhela Natasha                                                                    |          |          |          |          |                  |          |          |         |        |        |       |       |  |  |  |  |  |  |  |  |  |  |  |  |  |  |

     Thí sinh bị loại
     Thí sinh không bị loại khi rơi vào cuối bảng
     Thí sinh chiến thắng cuộc thi
- Trong tập 1, không có thứ tự gọi tên. Anzhela và Natasha chỉ nhận được một lá thư thông báo rằng họ đã bị loại. Valya giành được tấm ảnh đẹp nhất trong tập đó.
- Trong tập 9, Anya S. đã bị loại sau khi được coi là người thể hiện tệ nhất trong thử thách tuần đó.

### Buổi chụp hình
- Tập 1: Tạo dáng trước ánh nhìn của Paris
- Tập 2: Tạo dáng trong váy dạ hội với xe đạp Vélib'
- Tập 3: Thiên thần và ma quỷ trong cho Centro
- Tập 4: Ảnh trắng đen khỏa thân với người mẫu nam
- Tập 5: Video chuyển động: Dạo phố trong váy dạ hội đỏ
- Tập 6: Thời trang Rococo cho Orsoten Slim
- Tập 7: Áo tắm tại hồ bơi cho Venus Gillette
- Tập 8: Ảnh quảng cáo cho Camay
- Tập 9: Ảnh chân dung cười tươi cho Blend-A-Med
- Tập 10: Tạo dáng với kền kền trong bệnh viện tâm thần bị bỏ hoang
- Tập 11: Ảnh bìa quảng cáo cho Wella
- Tập 12: Những cô gái phụ tá của James Bond